# Каджаран (село)
Каджаран — село в Сюникской области Армении, в Капанском районе, в 26 км от областного центра, на высоте 1950 м над уровнем моря.
Село Каджаранц было переименовано в Каджаран 4 июля 1951 года, в 1995 году стало отдельным поселком.

## Население
В селе Каджаран в 2001 году проживало 223 человека, в 2004 году — 155 человек.

## Экономика
Население занимается медной промышленностью и сельским хозяйством.

## Галерея

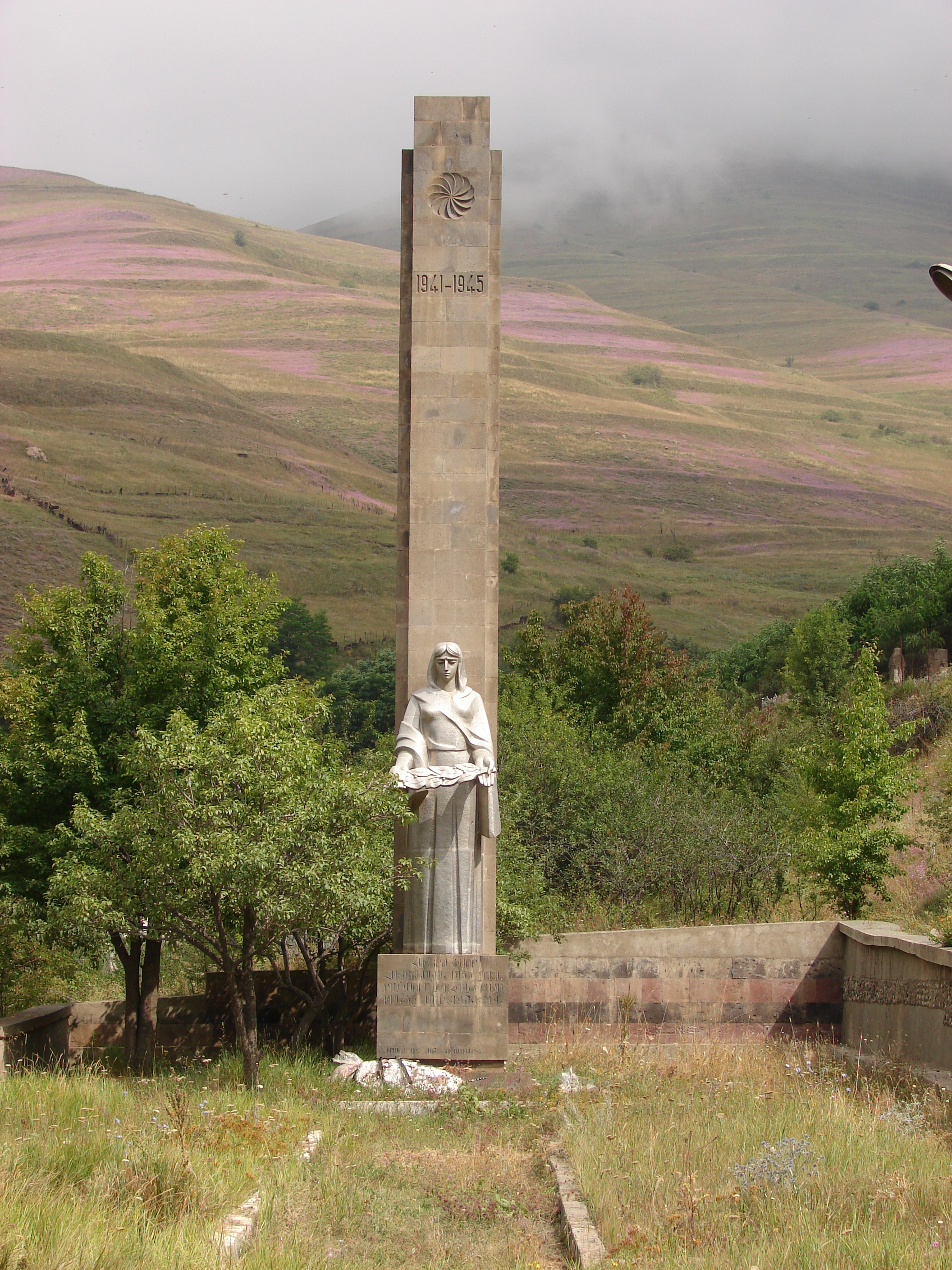
Памятник Великой Отечественной войне
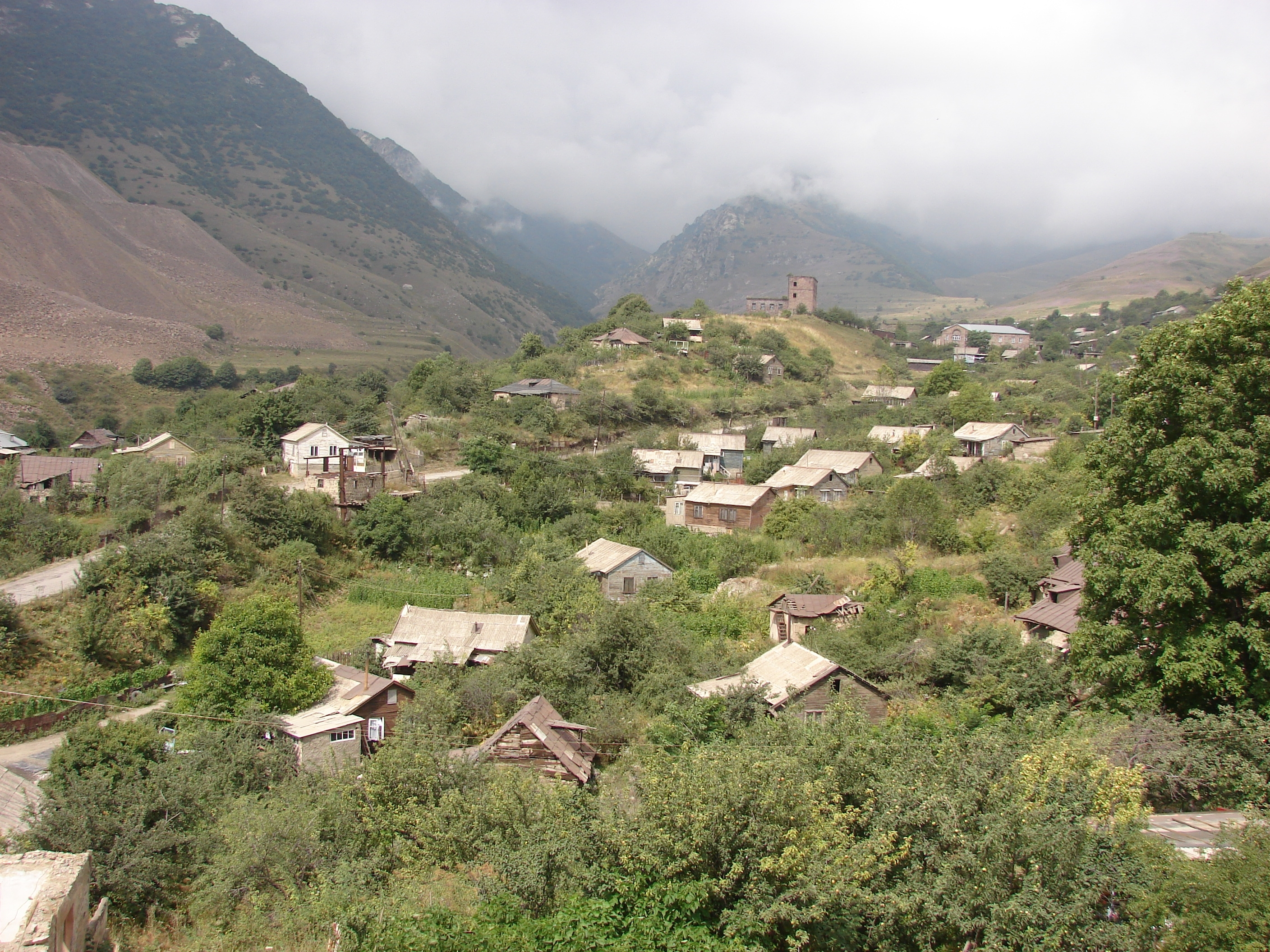
Вид из села Каджаран